# Гідроксид цезію
Гідрокси́д це́зію, це́зій гідрокси́д — неорганічна сполука, гідроксид складу CsOH. Являє собою жовтувато-білі гігроскопічні кристали. Проявляє найсильніші лужні властивості, роз'їдає більшість речовин.
Застосовується у виробництві лужних низькотемпературних акумуляторів.

## Фізичні властивості
Легко розчиняється у воді, виділяючи багато тепла, активно поглинає вуглекислий газ і воду з повітря (утворює низку кристалогідратів).
Роз'їдає всі метали крім родію, зокрема, роз'їдає золото, утворюючи аурид цезію (CsAu), платину, срібло та інші метали платинової групи. 
Молярна електропровідність при нескінченному розведенні при 25 °C дорівнює 275,5 См·см²/моль

## Отримання
Основним методом отримання гідроксиду цезію є реакція обміну між гарячим розчином сульфату цезію та гідроксидом барію:
{\displaystyle \mathrm {Cs_{2}SO_{4}+Ba(OH)_{2}\rightarrow 2CsOH+BaSO_{4}\downarrow } }
Після відокремлення малорозчинного сульфату барію, розчин із гідроксидом повільно нагрівають при 300 °C у платиновій чашці у струмені чистого водню.
Рідше застосовується отримання CsOH електролізом водного розчину хлориду цезію (інколи карбонату цезію), аналогічно до методу отримання інших лугів:
{\displaystyle \mathrm {2CsCl+2H_{2}O\rightarrow 2CsOH+H_{2}\uparrow +Cl_{2}\uparrow } }
Зазвичай електроліз проводить із використанням ртутного катода, на якому іони цезію утворюють рідкі амальгами:
{\displaystyle \mathrm {CsCl\rightleftarrows Cs^{+}+Cl^{-}} }
{\displaystyle \mathrm {Cs^{+}+e^{-}+Hg_{n}\rightarrow CsHg_{n}} }
Амальгами виділяються з реакційної системи та переводяться в іншу, де відбувається розкладання їх водою з утворенням гідроксиду цезію:
{\displaystyle \mathrm {2CsHg_{n}+2H_{2}O\rightarrow 2CsOH+H_{2}\uparrow +2Hg_{n}} }
За цим методом утворюється розчин CsOH концентрацією близько 50% та практично чистий від забруднюючих домішок (хлору, хлориду цезію). Подальше концентрування розчину відбувається шляхом упарювання у вакуумі за високої температури.
Особливо чистий гідроксид цезію отримують дією води на металевий цезій в інертному середовищі:
{\displaystyle \mathrm {2Cs+2H_{2}O\rightarrow 2CsOH+H_{2}\uparrow } }
Дана реакція є екстремально екзотермічною та протікає навіть з льодом при температурі −116 °C.
Також гідроксид можна отримати взаємодією оксиду, пероксиду, супероксиду та озоніду цезію з водою:
{\displaystyle \mathrm {Cs_{2}O+H_{2}O\rightarrow 2CsOH} }
{\displaystyle \mathrm {Cs_{2}O_{2}+H_{2}O{\xrightarrow {0^{o}C}}CsOH+H_{2}O_{2}} }
{\displaystyle \mathrm {2CsO_{2}+H_{2}O{\xrightarrow {0^{o}C}}CsOH+CsHO_{2}+O_{2}\uparrow } }
{\displaystyle \mathrm {2CsHO_{2}\rightarrow 2CsOH+O_{2}\uparrow } }
{\displaystyle \mathrm {4CsO_{3}+2H_{2}O\rightarrow 4CsOH+5O_{2}\uparrow } }

## Хімічні властивості
Гідроксид цезію легко дисоціює у воді:
{\displaystyle \mathrm {CsOH\rightleftarrows Cs^{+}+OH^{-}} }
При поглинанні вологи з повітря утворює гідрати, які розкладаються при нагріванні у струмені чистого водню:
{\displaystyle \mathrm {CsOH\cdot H_{2}O{\xrightarrow {300^{o}C,[H_{2}]}}CsOH+H_{2}O} }
Він проявляє сильні лужні властивості, активно реагуючи із кислотами і кислотними оксидами:
{\displaystyle \mathrm {CsOH+HCl\rightarrow CsCl+H_{2}O} }
{\displaystyle \mathrm {2CsOH+H_{2}SO_{4}\rightarrow Cs_{2}SO_{4}+2H_{2}O} }
{\displaystyle \mathrm {2CsOH_{(conc.)}+CO_{2}\rightarrow Cs_{2}CO_{3}+H_{2}O} }
Взаємодіє зі спиртами, які володіють кислотними властивостями, утворюючи алкоголяти:
{\displaystyle \mathrm {CsOH+CH_{3}OH\rightarrow CH_{3}OCs+H_{2}O} }
При окисненні гідроксиду цезію киснем та озоном утворюються супероксид і озонід цезію відповідно:
{\displaystyle \mathrm {4CsOH_{(liq.)}+3O_{2}{\xrightarrow {400^{o}C}}4CsO_{2}+2H_{2}O} }
{\displaystyle \mathrm {4CsOH+4O_{3}{\xrightarrow {20^{o}C}}4CsO_{3}+O_{2}+2H_{2}O} }

## Небезпека
Гідроксид цезію спричинює важкі опіки шкіри та слизових оболонок.

## Застосування
Гідроксид цезію використовується для отримання інших сполук цезію, а також у виробництві лужних низькотемпературних акумуляторів.